# Dor (starosielskij sielsowiet, rejon wołogodzki)
Dor (ros. Дор) – wieś w Rosji, w rejonie wołogodzkim obwodu wołogodzkiego. W 2010 r. liczyła 7 mieszkańców.